# Capillovirus
Genre
Espèces de rang inférieur
- espèce-type : Apple stem grooving virus

Capillovirus est un genre de virus de la famille des Betaflexiviridae, sous-famille des Trivirinae, qui comprend quatre espèces acceptées par l'ICTV, dont l'espèce-type, Apple stem grooving virus. Ce sont des virus à ARN à simple brin de polarité positive, rattachés au groupe IV de la classification Baltimore. 
Le génome est monopartite. Les virions sont des particules filamenteuses, très flexueuses.
Ces virus infectent  diverses espèces d'angiospermes (phytovirus). On ne leur connaît aucun vecteur biologique. 

## Structure
Les virions sont des particules non-envelopées, flexueuses, filamenteuses, de 640 nm de long et 12 nm de diamètre.
Le génome, monopartite, est constitué d'une molécule d'ARN à simple brin de polarité positive, linéaire, de 6,5 à 7,5 kb. L'extrémité 3' est polyadénylée. Cet ARN code au moins trois protéines. L'ARN polymérase dépendant de l'ARN  est transcrite directement de l'ARN génomique. La protéine codée par l'ORF2 est traduite par un ARN sous-génomique. La protéine de capside (CP) peut être produite par clivage de l'ORF1, mais l'expression par un ARN sous-génomique est plus probable.

## Hôtes
L'ASGV (Apple stem grooving virus) est pathogène pour certains arbres fruitiers (fruits à pépins et agrumes) et induit une incompatibilité porte-greffe/greffon. Il infecte également le lys. Le CVA  (Cherry virus A) se rencontre fréquemment chez les cerisiers (et moins fréquemment chez d'autres espèces de Prunus) mais aucune maladie ne lui est associée.

## Liste des espèces et non-classés
Selon NCBI (10 février 2021) :
- Apple stem grooving virus (ASGV)
- Cherry virus A (CVA)
- Currant virus A (CuVA)
- Mume virus A (MuVA)
- non-classés
  - Avellana capillovirus 1
  - Birch capillovirus
  - Breadfruit capillovirus 1
  - Iris germanica capillovirus 1
  - Rubber tree capillovirus 1
  - Yacon virus A